# Bobtail
Pour les articles homonymes, voir Bobtail (homonymie).
Le Bobtail ou chien de berger anglais ancestral ou Old English Sheepdog est une race de chien de berger originaire d'Angleterre. Initialement rustique, hirsute, fort, endurant et montagnard, il se révèle dans la vie contemporaine joueur, affectueux, digne de confiance et a, lorsque sa fourrure de poils longs est entretenue, une allure de gros nounours, qui a contribué à sa popularité, et à sa présence dans divers films dont des films d'animation, de Disney par exemple.

## Histoire
Avant de devenir le chien de compagnie que l'on connaît aujourd'hui, le Bobtail était un chien de berger, guidant et gardant les troupeaux, mais il pouvait avoir aussi la fonction de chien de garde. C'était en France, d'un point de vue financier, un plus pour les maîtres, puisqu'il n'était alors pas soumis à la taxe sur les chiens prévue pour la catégorie des chiens de garde, abrogée en 1971. Et la pratique consistant à couper la queue du chien à la naissance, qui perdure à notre époque pour des motifs esthétiques (sa longueur serait inadaptée à son allure), servait à la base à éviter des saignements abondants en cas de rixes avec d'autres chiens ou prédateurs des troupeaux. D'où son nom de Bobtail ou encore Old English Bobtailed Sheepdog. Il faut savoir que pendant des années le nom de Bobtail a été utilisé dans le but de désigner tous les chiens à queue courte, avant d'être définitivement attribué à Modèle:À qui d'aujourd'hui. Un nom surprenant lorsqu'on sait que ce chien naît en réalité avec une queue longue, qui est coupée lorsqu'il a entre deux et quatre jours de vie — bien que certains naissent anoures.
Le Bobtail est resté pendant très longtemps dans l'ombre de sa patrie d'origine. Ce n'est qu'après la Seconde Guerre mondiale que ses facultés sont remarquées, notamment dans les années 1970, où il doit son heure de gloire à un homme considéré comme le précurseur de la race, Henry Arthur Tilley. Cet homme fonda le club du chien de berger anglais en Angleterre puis aux États-Unis, avant de devenir propriétaire avec son frère des chenils Shepton. Grâce à son intervention et son dévouement à faire connaître la race, on enregistre, en 1975, 16 000 naissances. Ce qui reste le nombre record de Bobtails, avant que ceux-ci retombent davantage dans l'oubli: en 2009, on relève seulement 400 inscriptions.
Bien qu'il soit assez bien représenté par les éleveurs et en exposition, c'est un chien un peu abandonné du grand public, peut-être parce qu'il nécessite un entretien soutenu du fait de son abondante fourrure, ce qui peut paraître fastidieux à ses maîtres, mais aussi de l'espace. La population de Bobtail a décliné au Royaume-Uni.

## Caractéristiques physiques
Le Bobtail mesure en moyenne 61 cm (mâles) et 56 cm (femelles) pour un poids de 28 à 42 kg,.
Il a le poil abondant et hirsute, bien rêche avec un sous-poil dense et imperméable. Sa coloration peut prendre toutes les teintes de gris ou gris-bleu ; la tête, le cou, les membres antérieurs et le dessous du ventre doivent être blancs avec ou sans marques. Il est courant de tondre intégralement les Bobtails au début de l'été, il abandonne alors son apparence de « nounours » pour laisser place à une silhouette beaucoup plus svelte. Ne pas lui dégager beaucoup les yeux, les poils sont nécessaires pour protéger ces yeux du soleil.
CorpsIl est doté d'un postérieur massif et de pattes postérieurs puissantes. Ce qui lui donne une démarche un peu pataude et chaloupée. Son cou est large. Ses pattes arrière paraissent plus fines que les antérieurs, c'est en fait l'inverse car son pelage est plus ample sur les antérieurs.
TêteLe crâne est large et volumineux, pouvant s'inscrire dans un carré. Le stop est bien marqué, le museau est fort et carré, sa longueur est d'environ la moitié de la longueur totale de la tête. Les yeux sont le plus souvent foncés, on trouve aussi des sujets vairons et des sujets aux yeux bleus. Il possède de petites oreilles portées à plat sur le côté du crâne.
QueueIl est d'usage en France de couper la queue du Bobtail à la naissance. Cette pratique, la caudectomie, est interdite dans plusieurs pays. Non coupée, elle sera placée très bas et non courbée, jamais enroulée ou portée sur le dos, très poilue avec une abondante fourrure à la texture très rêche.

## Comportement
Le Bobtail est fidèle, affectueux et digne de confiance, il peut cependant se montrer réfractaire au dressage mais reste très à l'écoute. Doux et calme, il est un bon compagnon pour les familles et demande de l'attention. C'est aussi un chien vigoureux et docile. Il préfére être accompagné pour chaque sortie. Comme la plupart des chiens de sa corpulence, il peut ne pas se rendre compte de sa force. Il a besoin de se dépenser. Des promenades quotidiennes sont nécessaires à sa bonne santé. En raison de ses origines montagnardes et rurales, ce grand chien aime les espaces. S’il vit en ville, il est indispensable de lui consacrer un espace dans un jardin.

## Dans la culture populaire

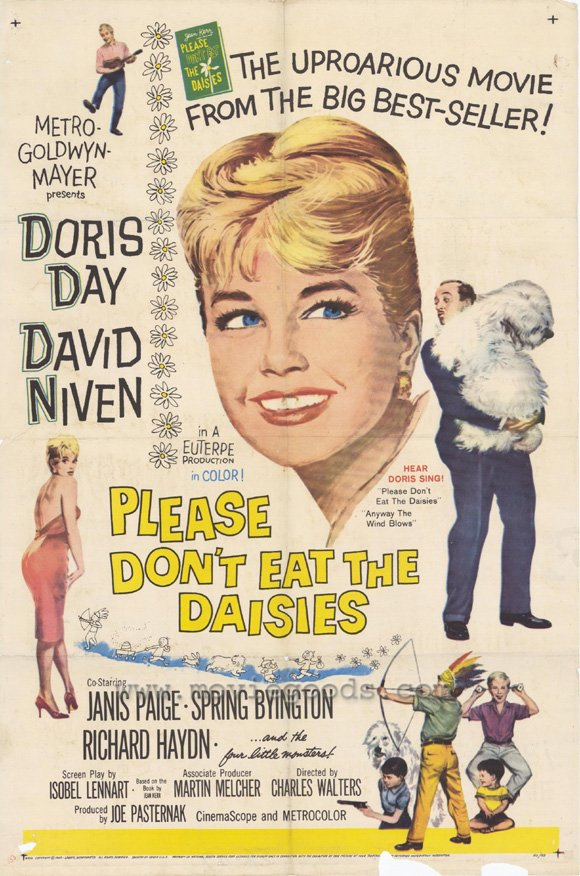
Please Don't Eat the Daisies de Charles Walters.

- Le titre de la chanson Martha My Dear des Beatles, diffusée en 1968, évoque une chienne bobtail de Paul McCartney[4],[7].
- Le chien de Frank Serpico dans le film Serpico de Sidney Lumet, sorti en 1973, est un bobtail.
- Ce type de chien figure en fait dans bien des films comme par exemple Ne mangez pas les marguerites (titre original : Please Don't Eat the Daisies)  de Charles Walters, sorti en 1960. Il est dessiné sur l'affiche de ce film et présent par la suite dans la série apparentée sortie quelques années plus tard.
- Un bobtail, Tiny, est également présent à la Maison-Blanche, parmi les différents chiens adoptés par le président Franklin Delano Roosevelt[4].
- De même, cette race de chien figure, par le chien Max du Prince Eric dans le film d'animation de 1989 La Petite Sirène[4],[8]. Il apparaît aussi, brièvement, au début et à la fin de La Petite Sirène 2 : Retour à l'Océan sorti en vidéo en 2000, et quelques secondes dans trois épisodes de la série télévisée intitulée La Petite Sirène (1992-1994). Ce chien à l'allure sympathique, une allure de gros nounours[4], apparaît encore dans d'autres productions Disney, tels le Colonel dans Les 101 Dalmatiens en 1961 ou encore le chien Truffe dans La Belle et le Clochard 2 en 2001[4].